# Verdes Anos
Verdes Anos é um filme brasileiro do gênero comédia dramática, produção de 1984 da Casa de Cinema de Porto Alegre, com direção de Carlos Gerbase e Giba Assis Brasil e roteiro adaptado por Alvaro Luiz Teixeira para o conto de mesmo nome de Luiz Fernando Emediato. A música-título é de Nei Lisboa. É considerado um marco do cinema gaúcho.
O filme foi rodado em agosto e setembro de 1983 nas cidades gaúchas de Porto Alegre e São Leopoldo. O produtor é Sergio Lerrer.

## Sinopse
Ambientado na época da ditadura militar (anos 70), Nando, um rapaz do interior se apaixona por uma moça da escola, Cândida. Em meio aos conflitos políticos e sociais da época, apresenta fatos comuns da vida de Nando e de seus colegas de escola, onde o protagonista passa a viver o início da sua fase adulta, assumindo a sua paixão.

## Elenco principal
- Werner Schünemann .... Nando
- Marcos Breda .... Teco
- Luciene Adami .... Soninha
- Márcia do Canto .... Cândida
- Xala Felippi .... Marieta
- Marta Biavaschi .... Rita
- Marco Antônio Sorio .... Robertão
- Sérgio Lulkin .... Pedro
- Zé Tachenco .... Dudu
- Biratã Vieira .... Leopoldo
- Haydée Porto .... Bárbara

## Prêmios
- XII Festival do Cinema Brasileiro de Gramado (1984): Revelação.
- Federação de Cineclubes do Rio de Janeiro (1985): Troféu São Saruê Especial - Proposta de produção.
- II Festival do Cinema Brasileiro de Caxambu (1985): Melhor roteiro e prêmio coletivo de melhor elenco.